# 하마오카 가즈히사
하마오카 가즈히사(일본어: 濱岡 和久, 1981년 2월 28일 ~ )는 일본의 전 축구 선수이다.

## 구단 경력
과거 오이타 트리니타, 에히메 FC에서 활동하였다.